# Бојчиновци
Бојчиновци (буг. Бойчиновци) су град у Републици Бугарској, у северозападном делу земље, седиште истоимене општине Бојчиновци у оквиру Монтанске области.

## Географија
Положај: Бојчиновци се налазе у северозападном делу Бугарске. Од престонице Софије град је удаљен 150 km северно, а од обласног средишта, (Монтане град је удаљен 15 km северозападно.
Рељеф: Област Бојчиноваца се налази у северном подножју Старе Планине. Град се сместио у валовитом подручју до реке Огосте, на око 140 m надморске висине.
Клима: Клима у Бојчиновцима је континентална.
Воде: Кроз град протиче река Огоста. У области има и више мањих потока.

## Историја
Област Бојчиноваца је првобитно било насељено Трачанима, а после њих овом облашћу владају стари Рим и Византија. Јужни Словени ово подручеје насељавају у 7. веку. Од 9. века до 1373. године област је била у саставу средњовековне Бугарске.
Крајем 14. века дата област је пала под власт Османлија, који владају облашћу 5 векова.
Године 1878. град је постао део савремене бугарске државе. Насеље постоје убрзо средиште окупљања за села у околини, са више јавних установа и трговиштем. Насеље је добило градска права 1942. године.

## Становништво
По проценама из 2007. године Бојчиновци су имали око 1.600 становника. Огромна већина градског становништва су етнички Бугари. Остатак су махом Роми. Последњих деценија град губи становништво због удаљености од главних токова развоја у земљи.
Претежан вероисповест месног становништва је православна.